# Chris Vance

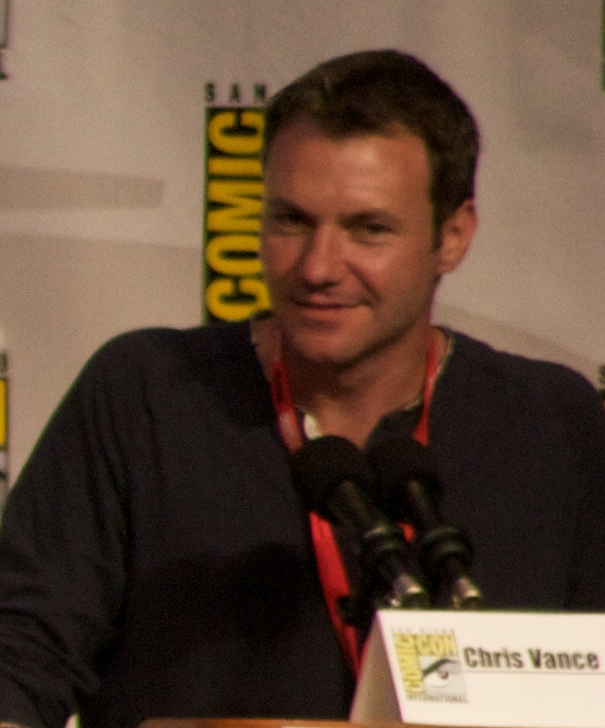
Chris Vance auf der San Diego Comic-Con 2010

Chris Vance (* 30. Dezember 1971 in London, England) ist ein australischer Schauspieler britischer Herkunft.

## Leben
Vance wuchs in England und Irland auf. 2003 übersiedelte er nach Australien, der Heimat seiner damaligen Ehefrau. 2007 wurde die Ehe geschieden.
Bekannt wurde er als Sean Everleigh in der Fernsehserie All Saints. Zuvor hatte er bereits in den australischen Serien Stingers, Blue Heelers und The Bill mitgespielt. Am 20. Mai 2011 teilte RTL mit, dass Vance die Hauptrolle der Fernsehserie Transporter übernimmt, die auf Luc Bessons gleichnamiger Spielfilmreihe basiert.

## Filmografie
- 1998: Kavanagh QC (Fernsehserie, Folge 4x03)
- 2001: Peak Practice (Fernsehserie, 2 Folgen)
- 2002: The Bill (Fernsehserie, Folge 18x22)
- 2003: Blue Heelers (Fernsehserie, Folge 10x34)
- 2003: Doctors (Seifenoper, Folge 5x47)
- 2004: Stingers (Fernsehserie, 6 Folgen)
- 2005: The Secret Life of Us (Fernsehserie, 3 Folgen)
- 2005–2007: All Saints (Fernsehserie, 54 Folgen)
- 2006: Sexy Thing (Kurzfilm)
- 2006: Macbeth
- 2007–2008: Prison Break (Fernsehserie, 14 Folgen)
- 2009: Mental (Fernsehserie, 13 Folgen)
- 2009: Burn Notice (Fernsehserie, 5 Folgen)
- 2010: Dexter (Fernsehserie, 4 Folgen)
- 2011: Fairly Legal (Fernsehserie, Folge 1x08)
- 2011–2014: Rizzoli & Isles (Fernsehserie, 10 Folgen)
- 2012–2014: Transporter: Die Serie (Transporter: The Series, Fernsehserie, 24 Folgen)
- 2013: Crossing Lines (Fernsehserie, Folge 1x07)
- 2015–2016: Supergirl (Fernsehserie, 9 Folgen)
- 2016–2020: Hawaii Five-0 (Fernsehserie, 5 Folgen)
- 2019: Bosch (Fernsehserie, 3 Folgen)